# ایتاگوای
ایتاگوای (به پرتغالی: Itaguaí) یک منطقهٔ مسکونی در برزیل است که در ریو دو ژانیرو واقع شده‌است. ایتاگوای ۲۷۳٫۴۱۴ کیلومتر مربع مساحت و ۱۳۴٬۸۱۹ نفر جمعیت دارد و ۱۵ متر بالاتر از سطح دریا واقع شده‌است.